# Puchar Świata w Piłce Siatkowej Mężczyzn 2019/składy
Artykuł grupuje składy reprezentacji narodowych, które wystąpią w Pucharze Świata 2019 odbywających się w Japonii.
- Przynależność klubowa i wiek na dzień 1.10.2019[1]
- Zawodnicy oznaczeni  to kapitanowie reprezentacji.
- Legenda:   Nr - numer zawodnika; A - atakujący; L - libero; P - przyjmujący; R - rozgrywający; Ś - środkowy; U - uniwersalny

## Argentyna[2]
Trener:  Marcelo Méndez
Asystent:  Horácio Dileo
| Nr | Imię i nazwisko      | Data urodzenia (wiek) | Wzrost (cm) | Klub                            | Pozycja |
| -- | -------------------- | --------------------- | ----------- | ------------------------------- | ------- |
| 1  | Matías Sánchez       | 20.09.1996 (23)       | 173         | SESC/Rio de Janeiro             | R       |
| 2  | Nicolás Zerba        | 13.06.1999 (20)       | 203         | UPCN Vóley Club                 | Ś       |
| 3  | Jan Martínez Franchi | 28.01.1998 (21)       | 190         | SESC/Rio de Janeiro             | P       |
| 4  | Luciano Palonsky     | 08.07.1999 (20)       | 198         | Ciudad Voley                    | P       |
| 5  | Santiago Arroyo      | 10.08.1999 (20)       | 173         | Club de Amigos                  | L       |
| 6  | Manuel Balagué       | 12.08.1998 (21)       | 190         | River Plate                     | A       |
| 7  | Matías Giraudo       | 13.03.1998 (21)       | 196         | Emma Villas Siena               | R       |
| 8  | Agustín Loser        | 12.10.1997 (21)       | 193         | Bolívar Voley                   | Ś       |
| 9  | Santiago Danani      | 12.12.1995 (23)       | 176         | Kioene Padwa                    | L       |
| 10 | Nicolás Lazo         | 16.04.1995 (24)       | 192         | Minas Tênis Clube               | P       |
| 11 | Gastón Fernández     | 04.08.1995 (24)       | 203         | River Plate                     | L       |
| 12 | Bruno Lima           | 04.02.1996 (23)       | 198         | Gigantes del Sur                | A       |
| 13 | Ezequiel Palacios    | 02.10.1992 (26)       | 198         | Top Volley Latina               | P       |
| 14 | Luciano Vicentín     | 04.04.2000 (19)       | 197         | River Plate                     | P       |
| 15 | Luciano De Cecco     | 02.06.1988 (31)       | 191         | Sir Safety Conad Perugia        | R       |
| 16 | Facundo Conte        | 25.08.1989 (30)       | 197         | Sada Cruzeiro                   | P       |
| 17 | Federico Pereyra     | 19.06.1988 (31)       | 200         | Spacer's de Toulouse            | A       |
| 18 | Martín Ramos         | 26.08.1991 (28)       | 197         | UPCN Vóley Club                 | Ś       |
| 19 | Pablo Crer           | 12.06.1989 (30)       | 202         | Trefl Gdańsk                    | Ś       |
| 20 | Gaspar Bitar         | 19.11.1995 (23)       | 183         | Obras Sanitarias de San Juan    | R       |
| 21 | Facundo Imhoff       | 25.01.1989 (30)       | 202         | Bolívar Voley                   | Ś       |
| 22 | Cristian Poglajen    | 14.07.1989 (30)       | 195         | Ziraat Bankası Ankara           | P       |
| 23 | Joaquín Gallego      | 21.11.1996 (22)       | 204         | Obras Sanitarias de San Juan    | Ś       |
| 24 | Germán Johansen      | 02.09.1995 (24)       | 200         | Hypo Tirol Alpenvolleys Haching | A       |
| 25 | Michele Verasio      | 11.03.1995 (24)       | 175         | Puerto San Martin Voley         | L       |

## Australia[3]
Trener:  Mark Lebedew
Asystent:  Martin Collins
| Nr | Imię i nazwisko      | Data urodzenia (wiek) | Wzrost (cm) | Klub                            | Pozycja |
| -- | -------------------- | --------------------- | ----------- | ------------------------------- | ------- |
| 1  | Beau Graham          | 17.04.1994 (25)       | 202         | Saaremaa VK                     | Ś       |
| 2  | Arshdeep Dosanjh     | 30.07.1996 (23)       | 205         | Aluron Virtu CMC Zawiercie      | R       |
| 3  | Steven Macdonald     | 26.06.1997 (22)       | 207         | Orion Volleybal Doetinchem      | Ś       |
| 4  | Paul Sanderson       | 07.01.1986 (33)       | 195         | CS Arcada Galați                | P       |
| 5  | Travis Passier       | 26.04.1989 (30)       | 208         | VA Centre of Excellence         | Ś       |
| 6  | Thomas Edgar         | 21.06.1989 (30)       | 212         | JT Thunders                     | A       |
| 8  | Trent O’Dea          | 11.05.1994 (25)       | 201         | Raision Loimu                   | Ś       |
| 9  | Max Staples          | 27.07.1994 (25)       | 194         | Hypo Tirol Alpenvolleys Haching | P       |
| 10 | Jordan Richards      | 25.09.1993 (26)       | 193         | Hypo Tirol Alpenvolleys Haching | Ś       |
| 11 | Luke Perry           | 20.11.1995 (23)       | 180         | Asseco Resovia Rzeszów          | L       |
| 12 | Nehemiah Mote        | 21.06.1993 (26)       | 204         | VfB Friedrichshafen             | Ś       |
| 13 | Samuel Walker        | 19.02.1995 (24)       | 208         | Bigbank Tartu                   | P       |
| 14 | Benjamin Bell        | 24.02.1990 (29)       | 200         | Queensland Pirates              | R       |
| 15 | Luke Smith           | 30.08.1990 (29)       | 204         | United Volleys Frankfurt        | P       |
| 16 | Alexander Shane      | 07.01.1986 (33)       | 202         | UTSSU Sydney                    | R       |
| 17 | Paul Carroll         | 16.05.1986 (33)       | 207         | Jenisiej Krasnojarsk            | A       |
| 18 | Lincoln Williams     | 06.10.1993 (25)       | 200         | Jugra Samotłor Niżniewartowsk   | A       |
| 19 | Malachi Murch        | 04.01.1995 (24)       | 197         | Nordenskov UIF                  | P       |
| 20 | Thomas Hodges        | 04.07.1994 (25)       | 197         | Jugra Samotłor Niżniewartowsk   | A       |
| 21 | Nicholas Butler      | 27.06.1997 (22)       | 202         | Tourcoing Lille Métropole       | R       |
| 22 | Curtis Stockton      | 24.03.1993 (26)       | 198         | Bigbank Tartu                   | A       |
| 23 | James Weir           | 20.07.1995 (24)       | 204         | TV Rottenburg                   | Ś       |
| 24 | Elliott Viles        | 01.05.1997 (22)       | 193         | Brandon University Bobcats      | P       |
| 25 | Jordan Colotti       | 07.05.1996 (23)       | 188         | Nordenskov UIF                  | R       |
| 27 | Dimitri Sidiropoulos | 24.03.1995 (24)       | 194         | Södertelge VBK                  | R       |

## Brazylia[4]
Trener:  Renan dal Zotto
Asystent:  Ricardo Tabach
| Nr | Imię i nazwisko              | Data urodzenia (wiek) | Wzrost (cm) | Klub                        | Pozycja |
| -- | ---------------------------- | --------------------- | ----------- | --------------------------- | ------- |
| 1  | Bruno Rezende                | 02.07.1986 (33)       | 190         | Cucine Lube Civitanova      | R       |
| 2  | Isac Santos                  | 13.12.1990 (28)       | 208         | Sada Cruzeiro               | Ś       |
| 3  | Cledenilson Souza            | 09.06.1998 (21)       | 210         | Sada Cruzeiro               | Ś       |
| 4  | Eduardo Carísio              | 19.01.1996 (23)       | 188         | Vôlei Taubaté               | R       |
| 5  | Maurício Borges Silva        | 04.02.1989 (30)       | 199         | SESC/Rio de Janeiro         | P       |
| 6  | Fernando Kreling             | 13.01.1996 (23)       | 185         | Sada Cruzeiro               | R       |
| 7  | Aboubacar Dramé Neto         | 16.02.1994 (25)       | 202         | Tonno Callipo Vibo Valentia | A       |
| 8  | Wallace de Souza             | 26.06.1987 (32)       | 198         | SESC/Rio de Janeiro         | A       |
| 9  | Joandry Leal                 | 31.08.1988 (31)       | 202         | Cucine Lube Civitanova      | P       |
| 10 | Matheus Bispo dos Santos     | 23.04.1996 (23)       | 206         | Minas Tênis Clube           | Ś       |
| 11 | Lucas Lóh                    | 18.01.1991 (28)       | 195         | SESI São Paulo              | P       |
| 12 | Douglas Souza da Silva       | 20.08.1995 (24)       | 199         | Vôlei Taubaté               | P       |
| 13 | Maurício Souza               | 29.09.1988 (31)       | 207         | Vôlei Taubaté               | Ś       |
| 14 | Renan Buiatti                | 10.01.1990 (29)       | 217         | Vôlei Renata/Campinas       | A       |
| 15 | Carlos Eduardo Barreto Silva | 08.08.1994 (25)       | 200         | Paris Volley                | P       |
| 16 | Lucas Saatkamp               | 06.03.1986 (33)       | 209         | Vôlei Taubaté               | Ś       |
| 17 | Thales Hoss                  | 26.04.1989 (30)       | 190         | Vôlei Taubaté               | L       |
| 18 | Ricardo Lucarelli            | 14.02.1992 (27)       | 196         | Vôlei Taubaté               | P       |
| 19 | Felipe Roque                 | 19.05.1997 (22)       | 206         | Minas Tênis Clube           | A       |
| 20 | Thiago Veloso                | 15.08.1993 (26)       | 184         | Rennes Volley 35            | R       |
| 21 | Alan Souza                   | 21.03.1994 (25)       | 202         | SESI São Paulo              | A       |
| 22 | Maique Reis Nascimento       | 16.07.1997 (22)       | 182         | Minas Tênis Clube           | L       |
| 23 | Flávio Gualberto             | 22.04.1993 (26)       | 199         | SESC/Rio de Janeiro         | Ś       |
| 25 | Victor Cardoso               | 22.03.1999 (20)       | 199         | SESI São Paulo              | P       |
| 26 | Rogério Batista de Carvalho  | 20.02.1995 (24)       | 166         | Vôlei Taubaté               | L       |

## Egipt[5]
Trener:  Gido Vermeulen
Asystent:  Ahmed Ashour
| Nr | Imię i nazwisko             | Data urodzenia (wiek) | Wzrost (cm) | Klub                 | Pozycja |
| -- | --------------------------- | --------------------- | ----------- | -------------------- | ------- |
| 1  | Ahmed Mohamed Adbelaal      | 01.03.1989 (30)       | 193         | Al-Ahly              | L       |
| 2  | Abdallah Abdalsalam         | 10.10.1983 (35)       | 202         | Al-Ahly              | R       |
| 3  | Mohmed Badawy               | 11.01.1986 (33)       | 197         | Al-Ahly              | P       |
| 4  | Ahmed Abdelhay              | 19.08.1984 (35)       | 197         | Al-Ahly              | A       |
| 5  | Abdelrahman Seoudy          | 21.08.1997 (22)       | 207         | Al-Ahly              | Ś       |
| 6  | Mohamed Hassan              | 28.09.1993 (26)       | 193         | Zamalek SC           | L       |
| 7  | Hisham Ewais                | 26.02.1995 (24)       | 196         | Smouha SC            | A       |
| 8  | Reda Haikal                 | 07.11.1990 (28)       | 198         | Zamalek SC           | A       |
| 9  | Rashad Atia                 | 02.09.1986 (33)       | 201         | Talaea El-Geish      | Ś       |
| 10 | Mohamed Masoud              | 01.05.1994 (25)       | 211         | Al-Ahly              | Ś       |
| 11 | Ahmed Afifi                 | 30.03.1988 (31)       | 194         | Talaea El-Geish      | P       |
| 12 | Hossam Abdalla              | 16.02.1988 (31)       | 203         | Al-Ahly              | R       |
| 13 | Mohamed Khater              | 04.07.1991 (28)       | 200         | Tayran               | Ś       |
| 14 | Omar Hassan                 | 04.04.1991 (28)       | 191         | Talaea El-Geish      | P       |
| 16 | Mohamed Abdelmohsen Seliman | 04.01.1995 (24)       | 208         | Zamalek SC           | Ś       |
| 17 | Ahmed El Sayed              | 14.01.1991 (28)       | 184         | Talaea El-Geish      | R       |
| 18 | Ahmed Shafik                | 07.12.1994 (25)       | 190         | Al-Ahly              | P       |
| 19 | Mostafa Mohamed Abdelrahman | 25.01.1994 (25)       | 197         | Zamalek SC           | P       |
| 20 | Ahmed Saber Mohamed         | 12.12.1995 (23)       | 198         | Aviation Club        | R       |
| 21 | Abdelrahman Abouelella      | 15.09.1996 (23)       | 209         | Aviation Club        | Ś       |
| 22 | Ahmed Abdelaal              | 08.06.1989 (30)       | 188         | Talaea El-Geish      | L       |
| 23 | Ahmed Omar                  | 04.03.1995 (24)       | 196         | Zamalek SC           | P       |
| 24 | Mahmoud Mohamed             | 07.04.1986 (33)       | 197         | Smouha SC            | P       |
| 25 | Ahmed Bekhet                | 15.10.1995 (23)       | 191         | Gezira Sporting Club | P       |

## Iran[6]
Trener:  Igor Kolaković
Asystent:  Peyman Akbari
| Nr | Imię i nazwisko                  | Data urodzenia (wiek) | Wzrost (cm) | Klub                          | Pozycja |
| -- | -------------------------------- | --------------------- | ----------- | ----------------------------- | ------- |
| 2  | Milad Ebadipur                   | 17.10.1993 (25)       | 196         | PGE Skra Bełchatów            | P       |
| 4  | Sa’id Maruf                      | 20.10.1985 (33)       | 189         | Beijing Volleyball            | R       |
| 5  | Farhad Gha’emi                   | 28.08.1989 (30)       | 197         | Ziraat Bankası Ankara         | P       |
| 6  | Mohammad Musawi                  | 22.08.1987 (32)       | 203         | Szahrdari Urmia               | Ś       |
| 7  | Purija Fajjazi                   | 12.01.1993 (26)       | 194         | MKS Będzin                    | P       |
| 8  | Mohammadreza Hazratpurtalatappeh | 31.03.1999 (20)       | 187         | Szahrdari Urmia               | L       |
| 9  | Masud Gholami                    | 02.04.1990 (29)       | 204         | Sarouyeh Sari                 | Ś       |
| 10 | Amir Ghafur                      | 06.06.1991 (28)       | 202         | Cucine Lube Civitanova        | A       |
| 11 | Saber Kazemi                     | 24.12.1998 (20)       | 205         | Ziraat Bankası Ankara         | A       |
| 14 | Mohammad Dżawad Manawineżad      | 27.11.1995 (23)       | 198         | Calzedonia Werona             | P       |
| 15 | Aliasghar Możarad                | 30.10.1997 (21)       | 205         | Szahrdari Varamin             | Ś       |
| 16 | Ali Szafi’i                      | 21.09.1991 (28)       | 198         | Szahrdari Urmia               | Ś       |
| 17 | Meisam Salehi                    | 17.11.1998 (20)       | 198         | Kalleh Mazandaran             | P       |
| 18 | Salim Cheperli                   | 19.12.1996 (22)       | 201         | Pajkan Teheran                | P       |
| 19 | Mohammadreza Moazzen             | 20.09.1991 (28)       | 175         | Szahrdari Tebriz              | L       |
| 20 | Porija Jali                      | 21.01.1999 (20)       | 209         | Pajkan Teheran                | A       |
| 21 | Morteza Szarifi                  | 27.05.1999 (20)       | 193         | Bursa Büyükşehir Belediyespor | P       |
| 22 | Amirhosejn Esfandijar            | 24.01.1999 (20)       | 209         | Pajkan Teheran                | P       |
| 23 | Ali Ramezani                     | 05.05.1998 (21)       | 200         | Kalleh Mazandaran             | R       |
| 24 | Dżawad Karimisuchelma'i          | 01.03.1998 (21)       | 204         | Pajkan Teheran                | R       |
| 25 | Amir Hosejn Tukhteh              | 09.04.2001 (18)       | 203         | Saipa Alborz                  | Ś       |
| 26 | Amin Razawi                      | 15.09.1990 (28)       | 193         | Szahrdari Varamin             | L       |
| 27 | Amir Mohammad Falahat Khah       | 19.05.2000 (19)       | 199         | Pajkan Teheran                | R       |
| 28 | Mehran Fejzemamdust              | 23.11.2001 (17)       | 205         | Pajkan Teheran                | Ś       |

## Japonia[7]
Trener:  Yuichi Nakagaichi
Asystent:  Philippe Blain
| Nr | Imię i nazwisko   | Data urodzenia (wiek) | Wzrost (cm) | Klub                       | Pozycja |
| -- | ----------------- | --------------------- | ----------- | -------------------------- | ------- |
| 1  | Kunihiro Shimizu  | 11.08.1986 (33)       | 193         | Panasonic Panthers         | A       |
| 2  | Hideomi Fukatsu   | 01.06.1990 (29)       | 180         | Panasonic Panthers         | R       |
| 3  | Naonobu Fujii     | 05.01.1992 (27)       | 183         | Toray Arrows               | R       |
| 4  | Issei Ōtake       | 03.12.1995 (23)       | 201         | Panasonic Panthers         | A       |
| 5  | Tatsuya Fukuzawa  | 01.07.1986 (33)       | 189         | Paris Volley               | P       |
| 6  | Akihiro Yamauchi  | 30.11.1993 (25)       | 204         | Panasonic Panthers         | Ś       |
| 7  | Takashi Dekita    | 13.08.1991 (28)       | 200         | Osaka Blazers Sakai        | Ś       |
| 8  | Masahiro Yanagida | 06.07.1992 (27)       | 186         | United Volleys Frankfurt   | P       |
| 9  | Satoshi Tsuiki    | 16.01.1992 (22)       | 174         | Toray Arrows               | L       |
| 10 | Taichirō Koga     | 04.10.1989 (29)       | 170         | Aluron Virtu CMC Zawiercie | L       |
| 11 | Yūji Nishida      | 30.01.2000 (19)       | 186         | JTEKT Stings               | A       |
| 12 | Masahiro Sekita   | 20.11.1993 (25)       | 175         | Osaka Blazers Sakai        | R       |
| 13 | Naoya Takano      | 30.04.1993 (26)       | 190         | Osaka Blazers Sakai        | P       |
| 14 | Yūki Ishikawa     | 11.12.1995 (23)       | 191         | Kioene Padwa               | P       |
| 15 | Haku Ri           | 27.12.1990 (28)       | 193         | Toray Arrows               | Ś       |
| 16 | Kentaro Takahashi | 08.02.1995 (24)       | 201         | Toray Arrows               | Ś       |
| 17 | Tsubasa Hisahara  | 18.03.1995 (24)       | 188         | Panasonic Panthers         | P       |
| 18 | Masashi Kuriyama  | 14.07.1988 (31)       | 190         | Suntory Sunbirds           | P       |
| 19 | Hiroaki Asano     | 06.10.1990 (28)       | 178         | JTEKT Stings               | P       |
| 20 | Taishi Onodera    | 27.02.1996 (23)       | 201         | JT Thunders                | Ś       |
| 21 | Akihiro Fukatsu   | 23.07.1987 (32)       | 183         | JT Thunders                | R       |
| 22 | Tomohiro Yamamoto | 05.11.1994 (24)       | 171         | Osaka Blazers Sakai        | L       |
| 23 | Yuki Higuchi      | 27.04.1996 (23)       | 191         | Osaka Blazers Sakai        | P       |
| 25 | Yamato Fushimi    | 24.12.1991 (27)       | 207         | Toray Arrows               | Ś       |
| 26 | Yudai Arai        | 27.06.1998 (21)       | 188         | Tokai University VBC       | P       |

## Kanada[8]
Trener:  Dan Lewis
Asystent:  Olivier Faucher
| Nr | Imię i nazwisko         | Data urodzenia (wiek) | Wzrost (cm) | Klub                             | Pozycja |
| -- | ----------------------- | --------------------- | ----------- | -------------------------------- | ------- |
| 1  | Jackson Bere            | 07.02.2000 (19)       | 199         | Team Canada                      | Ś       |
| 2  | Craig Ireland           | 22.10.1997 (21)       | 195         | University of McMaster Marauders | P       |
| 3  | Steven Marshall         | 23.11.1989 (29)       | 193         | PAOK Saloniki                    | P       |
| 4  | Nicholas Hoag           | 19.08.1992 (27)       | 200         | Asseco Resovia Rzeszów           | P       |
| 5  | Kevin Lebreux           | 18.08.1998 (21)       | 211         | Team Canada                      | Ś       |
| 6  | Ryley Barnes            | 11.10.1993 (25)       | 200         | Kioene Padwa                     | P       |
| 7  | Stephen Maar            | 06.12.1994 (24)       | 201         | Dinamo Moskwa                    | P       |
| 8  | Andre Foreman           | 22.11.1997 (21)       | 180         | Team Canada                      | L       |
| 9  | Jason De Rocco          | 19.09.1989 (30)       | 198         | Al-Ahly                          | P       |
| 10 | Sharone Vernon-Evans    | 28.08.1998 (21)       | 202         | Consar Rawenna                   | A       |
| 11 | Daniel Jansen Van Doorn | 21.03.1990 (29)       | 207         | Knack Roeselare                  | Ś       |
| 12 | Lucas Van Berkel        | 29.11.1991 (27)       | 210         | United Volleys Frankfurt         | Ś       |
| 13 | Byron Keturakis         | 11.01.1996 (23)       | 200         | Narbonne Volley                  | R       |
| 14 | Eric Loeppky            | 01.08.1998 (21)       | 197         | Trinity Western Spartans         | P       |
| 15 | Derek Epp               | 15.06.1998 (21)       | 196         | Trinity Western Spartans         | R       |
| 16 | Xander Ketrzynski       | 27.01.2000 (19)       | 208         | Ryerson Rams                     | A       |
| 17 | Casey Schouten          | 29.03.1994 (25)       | 194         | Netzhoppers KW                   | A       |
| 18 | Fynnian McCarthy        | 04.12.1999 (19)       | 200         | Montpellier UC                   | A       |
| 19 | Blair Bann              | 26.02.1988 (31)       | 184         | SWD Powervolleys Düren           | L       |
| 20 | Arthur Szwarc           | 30.03.1995 (24)       | 209         | Top Volley Latina                | Ś       |
| 21 | Brett Walsh             | 19.02.1994 (25)       | 195         | Knack Roeselare                  | R       |
| 22 | Blake Scheerhoorn       | 06.01.1995 (24)       | 202         | SVG Lüneburg                     | A       |
| 23 | Danny Demyanenko        | 13.07.1994 (25)       | 194         | Spacer's de Toulouse             | Ś       |
| 24 | Jordan McConkey         | 23.05.1994 (25)       | 202         | AMSL Fréjus Volley-Ball          | Ś       |
| 25 | Mathias Elser           | 03.06.2001 (18)       | 198         | Team Canada                      | R       |

## Polska[9]
Trener:  Vital Heynen
Asystent:  Sebastian Pawlik
| Nr | Imię i nazwisko     | Data urodzenia (wiek) | Wzrost (cm) | Klub                     | Pozycja |
| -- | ------------------- | --------------------- | ----------- | ------------------------ | ------- |
| 2  | Maciej Muzaj        | 21.05.1994 (25)       | 208         | Gazprom Jugra Surgut     | A       |
| 4  | Marcin Komenda      | 24.05.1996 (23)       | 198         | Asseco Resovia Rzeszów   | R       |
| 5  | Łukasz Kaczmarek    | 29.06.1994 (25)       | 204         | ZAKSA Kędzierzyn-Koźle   | A       |
| 6  | Bartosz Kurek       | 29.08.1988 (31)       | 207         | Vero Volley Monza        | A       |
| 7  | Artur Szalpuk       | 20.03.1995 (24)       | 202         | PGE Skra Bełchatów       | P       |
| 9  | Wilfredo Leon       | 31.07.1993 (26)       | 201         | Sir Safety Conad Perugia | P       |
| 10 | Damian Wojtaszek    | 07.09.1988 (31)       | 180         | Onico Warszawa           | L       |
| 11 | Fabian Drzyzga      | 03.09.1990 (29)       | 196         | Lokomotiw Nowosybirsk    | R       |
| 12 | Grzegorz Łomacz     | 01.10.1987 (32)       | 187         | PGE Skra Bełchatów       | R       |
| 13 | Michał Kubiak       | 23.02.1988 (31)       | 192         | Panasonic Panthers       | P       |
| 14 | Aleksander Śliwka   | 24.05.1995 (24)       | 196         | ZAKSA Kędzierzyn-Koźle   | P       |
| 15 | Jakub Kochanowski   | 17.07.1997 (22)       | 199         | PGE Skra Bełchatów       | Ś       |
| 17 | Paweł Zatorski      | 21.06.1990 (29)       | 184         | ZAKSA Kędzierzyn-Koźle   | L       |
| 18 | Bartosz Kwolek      | 17.07.1997 (22)       | 193         | Onico Warszawa           | P       |
| 19 | Marcin Janusz       | 31.07.1994 (25)       | 195         | Trefl Gdańsk             | R       |
| 20 | Mateusz Bieniek     | 05.04.1994 (25)       | 210         | Cucine Lube Civitanova   | Ś       |
| 21 | Tomasz Fornal       | 31.08.1997 (22)       | 198         | Jastrzębski Węgiel       | P       |
| 23 | Jakub Popiwczak     | 17.04.1996 (23)       | 180         | Jastrzębski Węgiel       | L       |
| 25 | Michał Szalacha     | 15.01.1994 (23)       | 202         | Jastrzębski Węgiel       | Ś       |
| 27 | Piotr Łukasik       | 27.07.1994 (25)       | 208         | Onico Warszawa           | P       |
| 33 | Bartłomiej Lemański | 19.03.1996 (23)       | 217         | Asseco Resovia Rzeszów   | Ś       |
| 77 | Karol Kłos          | 08.08.1989 (30)       | 201         | PGE Skra Bełchatów       | Ś       |
| 95 | Rafał Szymura       | 29.08.1995 (24)       | 196         | GKS Katowice             | P       |
| 99 | Norbert Huber       | 14.08.1998 (21)       | 206         | PGE Skra Bełchatów       | Ś       |

## Rosja[10]
Trener:  Tuomas Sammelvuo
Asystent:  Claudio Rifelli
| Nr | Imię i nazwisko      | Data urodzenia (wiek) | Wzrost (cm) | Klub                     | Pozycja |
| -- | -------------------- | --------------------- | ----------- | ------------------------ | ------- |
| 1  | Jarosław Podlesnych  | 03.09.1994 (25)       | 198         | Kuzbass Kemerowo         | P       |
| 2  | Ilja Własow          | 03.18.1995 (24)       | 212         | Dinamo Moskwa            | Ś       |
| 3  | Dmitrij Kowalow      | 15.03.1991 (28)       | 198         | Zenit Petersburg         | R       |
| 4  | Artiom Wolwicz       | 22.01.1990 (29)       | 208         | Zenit Kazań              | Ś       |
| 5  | Siergiej Grankin     | 21.01.1985 (34)       | 195         | Berlin Recycling Volleys | R       |
| 6  | Anton Karpuchow      | 23.04.1988 (31)       | 197         | Kuzbass Kemerowo         | P       |
| 7  | Dmitrij Wołkow       | 25.05.1995 (24)       | 201         | Fakieł Nowy Urengoj      | P       |
| 8  | Anton Siomyszew      | 22.08.1997 (22)       | 201         | Biełogorje Biełgorod     | P       |
| 9  | Iwan Jakowlew        | 17.04.1995 (24)       | 207         | Zenit Petersburg         | Ś       |
| 10 | Fiodor Woronkow      | 10.12.1995 (23)       | 207         | Zenit Kazań              | P       |
| 11 | Igor Filippow        | 19.03.1991 (28)       | 205         | Zenit Petersburg         | Ś       |
| 13 | Dmitrij Muserski     | 29.10.1988 (30)       | 218         | Suntory Sunbirds         | Ś       |
| 14 | Dmitrij Szczerbinin  | 10.09.1989 (30)       | 205         | Lokomotiw Nowosybirsk    | Ś       |
| 16 | Jewgienij Andrejew   | 06.01.1995 (24)       | 180         | Zenit Petersburg         | L       |
| 17 | Maksim Michajłow     | 19.03.1988 (31)       | 202         | Zenit Kazań              | A       |
| 18 | Jegor Kluka          | 15.06.1995 (24)       | 209         | Fakieł Nowy Urengoj      | P       |
| 20 | Iljas Kurkajew       | 18.01.1994 (25)       | 207         | Lokomotiw Nowosybirsk    | Ś       |
| 22 | Roman Martyniuk      | 13.04.1987 (32)       | 182         | Lokomotiw Nowosybirsk    | L       |
| 23 | Andriej Surmaczewski | 22.06.1996 (23)       | 195         | Zenit Kazań              | P       |
| 24 | Igor Kobzar          | 13.04.1991 (28)       | 198         | Kuzbass Kemerowo         | R       |
| 25 | Paweł Krugłow        | 18.09.1985 (34)       | 205         | Lokomotiw Nowosybirsk    | A       |
| 27 | Walentin Gołubiew    | 03.05.1992 (27)       | 190         | Zenit Kazań              | L       |
| 29 | Kiriłł Jursow        | 13.02.1995 (24)       | 194         | Zenit Petersburg         | P       |
| 33 | Pawieł Pankow        | 14.08.1995 (24)       | 198         | Dinamo Moskwa            | R       |
| 44 | Dienis Ziemczonok    | 11.08.1987 (32)       | 203         | Zenit Kazań              | A       |

## Stany Zjednoczone[11]
Trener:  John Speraw
Asystent:  Robert Neilson
| Nr | Imię i nazwisko    | Data urodzenia (wiek) | Wzrost (cm) | Klub                        | Pozycja |
| -- | ------------------ | --------------------- | ----------- | --------------------------- | ------- |
| 1  | Matthew Anderson   | 18.04.1987 (32)       | 202         | Azimut Leo Shoes Modena     | A       |
| 2  | Aaron Russell      | 04.06.1993 (26)       | 205         | Itas Trentino               | P       |
| 3  | Taylor Sander      | 17.03.1992 (27)       | 196         | Sada Cruzeiro               | P       |
| 4  | Jeffrey Jendryk    | 15.09.1995 (24)       | 208         | Berlin Recycling Volleys    | Ś       |
| 5  | Kyle Ensing        | 06.03.1997 (22)       | 201         | Berlin Recycling Volleys    | A       |
| 6  | Mitchell Stahl     | 31.08.1994 (25)       | 203         | Chaumont VB 52              | Ś       |
| 7  | Kawika Shoji       | 11.11.1987 (31)       | 190         | Asseco Resovia Rzeszów      | R       |
| 8  | Torey Defalco      | 10.04.1997 (22)       | 198         | Tonno Callipo Vibo Valentia | P       |
| 9  | Michael Saeta      | 19.04.1994 (25)       | 196         | Chaumont VB 52              | R       |
| 10 | James Shaw         | 05.03.1994 (25)       | 203         | Narbonne Volley             | A       |
| 11 | Micah Christenson  | 08.05.1993 (26)       | 198         | Azimut Leo Shoes Modena     | R       |
| 12 | Maxwell Holt       | 12.03.1987 (32)       | 205         | Azimut Leo Shoes Modena     | Ś       |
| 13 | Benjamin Patch     | 21.06.1994 (25)       | 203         | Berlin Recycling Volleys    | A       |
| 14 | Micah Maʻa         | 16.04.1997 (22)       | 192         | Stade Poitevin              | R       |
| 15 | Brenden Sander     | 22.12.1995 (23)       | 193         | Cucine Lube Civitanova      | P       |
| 16 | Joshua Tuaniga     | 18.03.1997 (22)       | 191         | MKS Ślepsk Malow Suwałki    | R       |
| 17 | Thomas Jaeschke    | 04.09.1993 (26)       | 198         | Calzedonia Werona           | P       |
| 18 | Garrett Muagututia | 26.02.1988 (31)       | 205         | PAOK Saloniki               | P       |
| 19 | David Wieczorek    | 03.01.1996 (23)       | 202         | HELIOS Grizzlies Giesen     | P       |
| 20 | David Smith        | 15.05.1985 (34)       | 201         | ZAKSA Kędzierzyn-Koźle      | Ś       |
| 21 | Dustin Watten      | 27.10.1986 (32)       | 182         | GKS Katowice                | L       |
| 22 | Erik Shoji         | 24.08.1989 (30)       | 184         | Fakieł Nowy Urengoj         | L       |
| 23 | Brendan Schmidt    | 03.09.1994 (25)       | 205         | VfB Friedrichshafen         | Ś       |
| 24 | Kyle Dagostino     | 18.05.1995 (24)       | 175         | ACH Volley Lublana          | L       |
| 29 | Price Jarman       | 21.11.1992 (26)       | 204         | Tours VB                    | Ś       |

## Tunezja[12]
Trener:  Antonio Giaccobe
Asystent:  Skander Znaidi
| Nr | Imię i nazwisko               | Data urodzenia (wiek) | Wzrost (cm) | Klub                      | Pozycja |
| -- | ----------------------------- | --------------------- | ----------- | ------------------------- | ------- |
| 1  | Mohamed Ridene                | 14.02.1996 (23)       | 180         | Étoile du Sahel           | L       |
| 2  | Ahmed Kadhi                   | 19.04.1989 (30)       | 199         | Étoile du Sahel           | Ś       |
| 3  | Khaled Ben Slimene            | 14.12.1994 (24)       | 193         | Espérance Tunis           | R       |
| 4  | Aymen Redissi                 | 05.12.1992 (26)       | 175         | Espérance Tunis           | L       |
| 5  | Hosni Kara Mosly              | 01.06.1980 (39)       | 197         | Espérance Tunis           | Ś       |
| 6  | Mohamed Ali Ben Othmen Miladi | 12.05.1991 (28)       | 188         | Espérance Tunis           | P       |
| 7  | Elyes Karamosli               | 22.08.1989 (30)       | 198         | Espérance Tunis           | P       |
| 8  | Nabil Azzouzi                 | 24.08.1996 (23)       | 198         | A.S. Marsa                | R       |
| 9  | Omar Agrebi                   | 26.08.1992 (27)       | 205         | Club Sportif Sfaxien      | Ś       |
| 10 | Hamza Nagga                   | 29.05.1990 (29)       | 191         | Étoile du Sahel           | A       |
| 11 | Ismaïl Moalla                 | 30.01.1990 (29)       | 195         | Club Sportif Sfaxien      | P       |
| 12 | Aymen Karoui                  | 07.04.1989 (30)       | 194         | Espérance Tunis           | U       |
| 13 | Selim Mbareki                 | 06.03.1999 (20)       | 200         | Club olympique de Kélibia | Ś       |
| 14 | Haykel Jerbi                  | 04.04.1988 (31)       | 199         | Espérance Tunis           | R       |
| 15 | Fedi Ben Hmida                | 19.01.1996 (23)       | 200         | Étoile du Sahel           | Ś       |
| 16 | Mohamed Ayech                 | 31.03.1991 (28)       | 198         | Espérance Tunis           | Ś       |
| 17 | Chokri Jouini                 | 25.04.1989 (30)       | 196         | Espérance Tunis           | P       |
| 18 | Ali Bongui                    | 14.08.1996 (23)       | 180         | Club Sportif Sfaxien      | A       |
| 20 | Saddem Hmissi                 | 16.02.1991 (28)       | 186         | Espérance Tunis           | L       |
| 22 | Nabil Miladi                  | 28.02.1988 (31)       | 196         | Espérance Tunis           | Ś       |
| 23 | Wassim Ben Tara               | 03.08.1996 (29)       | 199         | GFC Ajaccio               | A       |

## Włochy[13]
Trener:  Gianlorenzo Blengini
Asystent:  Antonio Valentini
| Nr | Imię i nazwisko      | Data urodzenia (wiek) | Wzrost (cm) | Klub                     | Pozycja |
| -- | -------------------- | --------------------- | ----------- | ------------------------ | ------- |
| 1  | Davide Candellaro    | 07.06.1989 (30)       | 200         | Itas Trentino            | Ś       |
| 2  | Riccardo Sbertoli    | 23.05.1998 (21)       | 188         | Allianz Milano           | R       |
| 3  | Luca Spirito         | 30.10.1993 (25)       | 196         | Calzedonia Werona        | R       |
| 4  | Davide Gardini       | 11.02.1999 (20)       | 205         | BYU Cougars              | P       |
| 5  | Osmany Juantorena    | 12.08.1985 (34)       | 200         | Cucine Lube Civitanova   | P       |
| 6  | Simone Giannelli     | 09.08.1996 (23)       | 198         | Itas Trentino            | R       |
| 7  | Giacomo Raffaelli    | 07.02.1995 (24)       | 198         | Stade Poitevin           | P       |
| 8  | Daniele Mazzone      | 04.06.1992 (27)       | 208         | Azimut Leo Shoes Modena  | Ś       |
| 9  | Ivan Zaytsev         | 02.10.1988 (30)       | 204         | Azimut Leo Shoes Modena  | A       |
| 10 | Filippo Lanza        | 03.03.1991 (28)       | 198         | Sir Safety Conad Perugia | P       |
| 11 | Fabio Balaso         | 20.10.1995 (23)       | 178         | Cucine Lube Civitanova   | L       |
| 12 | Dick Kooy            | 03.12.1987 (31)       | 202         | Gas Sales Piacenza       | P       |
| 13 | Massimo Colaci       | 21.02.1985 (34)       | 180         | Sir Safety Conad Perugia | L       |
| 14 | Matteo Piano         | 24.10.1990 (28)       | 208         | Allianz Milano           | Ś       |
| 15 | Roberto Russo        | 23.02.1997 (22)       | 207         | Sir Safety Conad Perugia | Ś       |
| 16 | Oleg Antonow         | 28.07.1988 (31)       | 198         | Galatasaray SK           | P       |
| 17 | Simone Anzani        | 24.02.1992 (27)       | 204         | Cucine Lube Civitanova   | Ś       |
| 18 | Nicola Pesaresi      | 11.02.1991 (28)       | 190         | Allianz Milano           | L       |
| 19 | Daniele Lavia        | 04.11.1999 (19)       | 200         | Consar Rawenna           | P       |
| 20 | Gabriele Nelli       | 04.12.1993 (25)       | 210         | Gas Sales Piacenza       | A       |
| 21 | Alberto Polo         | 07.09.1995 (24)       | 203         | Kioene Padwa             | Ś       |
| 22 | Oreste Cavuto        | 05.12.1996 (22)       | 196         | Consar Rawenna           | P       |
| 23 | Luigi Randazzo       | 30.04.1994 (25)       | 198         | Kioene Padwa             | P       |
| 24 | Giulio Pinali        | 02.04.1997 (22)       | 199         | Azimut Leo Shoes Modena  | A       |
| 25 | Francesco Zoppellari | 27.05.1997 (22)       | 185         | Rinascita Lagonegro      | R       |